# Коверець Віктор Петрович
Віктор Петрович Коверець (нар. 10 листопада 1936, село Гай, тепер Покровського району Дніпропетровської області) — український радянський діяч, 1-й секретар Покровського, Новомосковського райкомів КПУ Дніпропетровської області. Член ЦК КПУ в 1986—1990 роках.

## Біографія
Народився в селянській родині. Закінчив семирічну школу в селі Коломійцях Покровського району. Трудову діяльність розпочав обліковцем у колгоспі імені Карла Маркса Покровського району Дніпропетровської області.
Потім служив у Радянській армії, брав участь у придушенні Угорської революції 1956 року.
Член КПРС з 1959 року.
Після демобілізації працював нормувальником, очолював комсомольську організацію у колгоспі Покровського району, вибирався 1-м секретарем Покровського районного комітету ЛКСМУ Дніпропетровської області. Потім перебував на партійній роботі в селищі Софіївці та місті Кривому Розі Дніпропетровської області.
У 1967 — 9 серпня 1975 року — 2-й секретар Покровського районного комітету КПУ Дніпропетровської області.
9 серпня 1975 — грудень 1986 року — 1-й секретар Покровського районного комітету КПУ Дніпропетровської області.
У грудні 1986 — 1991 року — 1-й секретар Новомосковського районного комітету КПУ Дніпропетровської області. З 1990 року — голова Новомосковської районної ради народних депутатів.
З 1991 року — начальник Новомосковської районної державної насіннєвої інспекції. Був членом та заступником голови Новомосковської районної партійної організації Всеукраїнського об'єднання «Громада».
Потім — на пенсії в місті Новомосковську Дніпропетровської області.

## Нагороди
- орден Трудового Червоного Прапора
- орден «Знак Пошани»
- дві медалі «За трудову доблесть»
- медалі
- Почесна грамота Президії Верховної Ради Української РСР